# Светлана Велмар-Янкович
Светлана Велмар-Янкович (на сръбски: Светлана Велмар-Јанковић) е сръбска писателка, академик на Сръбската академия на науките.

## Биография
Родена е на 29 юни 1933 г. в Белград в семейството на политика Владимир Велмар-Янкович. Баща ѝ е част от правителството на Народното спасение на Милан Недич. След Втората световна война баща ѝ емигрира в Испания, а Светлана заедно с майка си и сестра си остава да живее в Югославия. През втората година от университета става журналист. През 1959 г. е редактор на произведения в проза и есета в издателство „Просвета“. През 1971 г. става част от редакторския екип на издателството. Основател е на библиотеката Бащина.
В периода 2007 – 2013 година е председател на Управителния съвет на Народната библиотека на Сърбия. На 2 ноември 2006 г. е избрана за дописен член на Сръбската академия на науките и изкуствата, а на 5 ноември 2009 г. става редовен член.
През 1995 г. получава „НИН-ова награда“ за най-добър роман. Освен тази награда тя печели и наградите „Исидора Секулич“, „Иво Андрич“, „Меша Селимович“, „Джордже Йованович“, „Борисав Станкович“ и „Пера Тодорович“. Освен това през 1992 г. печели наградата на Националната библиотека на Сърбия за най-четена книга. Нейни книги са преведени на английски, френски, немски, испански, италиански, корейски, унгарски и български езици. През 2014 г. на български е издадена книгата ѝ „Тунел“.
Умира в Белград на 9 април 2014 г.

## Творчество
- Тунел, Изд. Безсмъртни мисли, 2014

Романи
- Ожиљак (1956, второ преработено издание 1999)
- Лагум (1990)
- Бездно (1995)
- Нигдина (2000)
- Востаније (2004)

Есета
- Савременици (1967)
- Уклетници (1993)
- Изабраници (2005)
- Сродници (2013)

Мемоари
- Прозраци (2003)
- Прозраци 2 (2015, посмъртно)

Сборници с разкази
- Дорћол (1981)
- Врачар (1994)
- Гласови (1997)
- Књига за Марка (1998)
- Очаране наочаре: приче о Београду (2006)
- Седам мојих другара (2007)

Молитви
- Светилник (1998)

Драми
- Кнез Михаило (1994)
- Жезло (2001, књига драма)

Монографии
- Капија Балкана: брзи водич кроз прошлост Београда (2011)